# Hanja Serocka
Hanja Serocka (* 22. November 1972) ist eine ehemalige polnische Fußballspielerin.

## Karriere
Serocka gehörte zunächst von 1998 bis 31. Dezember 2000 dem Bundesligisten 1. FFC Frankfurt an, für den sie als Abwehrspielerin aktiv war. Für den Verein bestritt sie 27 Bundesligaspiele, in denen sie ein Tor erzielte. Ihre letzten vier Punktspiele bestritt sie vom 11. November bis 17. Dezember 2000, wobei sie am 9. Spieltag mit ihrer Mannschaft das Heimspiel gegen den 1. FC Saarbrücken mit 4:0 gewann. Im DFB-Pokal-Wettbewerb kam sie auch im Finale gegen den MSV Duisburg mit Einwechslung für Katrin Kliehm in der 82. Minute zum Einsatz. Durch das Tor zum 1:0-Endstand durch Nia Künzer in der 43. Minute wurde sie mit ihrem Kurzeinsatz am 12. Juni 1999 im Berliner Olympiastadion Pokalsieger.
Mit Wirkung vom 1. Januar 2001 gehörte sie dem Ligakonkurrenten Sportfreunde Siegen an, für den sie vom 8. bis 22. Spieltag in Folge 15 Punktspiele bestritt und die Saison als Achtplatzierter abschloss, dennoch in die zweitklassige Regionalliga West absteigen musste; ein zweiter Platz reichte nicht zur direkten Wiederkehr in die höchste deutsche Spielklasse.

## Erfolge
- Deutscher Meister 1999
- DFB-Pokal-Sieger 1999